# Nakano Sindzsi
A szócikk nem a MotoGp-ben versenyző Nakanóról szól.
Nakano Sindzsi (中野信治, nyugaton Shinji Nakano) (Oszaka, 1971. április 1. –) japán autóversenyző, volt Formula–1-es pilóta.

## Pályafutása
1990-ben a brit Formula Vauxhall bajnokságban indult. 1992-ben a japán Formula–3000-res sorozaton, 1993-ban pedig a Formula–3-as bajnokságban vett részt. Három éven keresztül ismét a Formula–3000-es mezőnyben versenyzett, legjobb eredményét, egy hatodik helyezést, 1996-ban érte el. A Mugen motorgyár segítségével 1997-ben a Prost csapatban indult és kétszer is hatodik lett. 1998-ban a Minardihoz igazolt.

## Összes Formula–1-es eredménye
(Táblázat értelmezése)

(Félkövér: pole-pozícióból indult; dőlt: leggyorsabb kört futott) 

| Év   | Csapat  | 1      | 2      | 3      | 4      | 5      | 6      | 7     | 8      | 9      | 10     | 11     | 12     | 13     | 14     | 15     | 16     | 17     | Helyezés | Pont |
| ---- | ------- | ------ | ------ | ------ | ------ | ------ | ------ | ----- | ------ | ------ | ------ | ------ | ------ | ------ | ------ | ------ | ------ | ------ | -------- | ---- |
| 1997 | Prost   | AUS 7  | BRA 14 | ARG Ki | SMR Ki | MON Ki | ESP Ki | CAN 6 | FRA Ki | GBR 11 | GER 7  | HUN 6  | BEL Ki | ITA 11 | AUT Ki | LUX Ki | JPN Ki | EUR 10 | 18.      | 2    |
| 1998 | Minardi | AUS Ki | BRA Ki | ARG 13 | SMR Ki | ESP 14 | MON 9  | CAN 7 | FRA 17 | GBR 8  | AUT 11 | GER Ki | HUN 15 | BEL 8  | ITA Ki | LUX 15 | JPN Ki |        | 18.      | 0    |

## Fordítás
- Ez a szócikk részben vagy egészben  a   Shinji Nakano című angol Wikipédia-szócikk fordításán alapul.  Az eredeti cikk szerkesztőit annak laptörténete sorolja fel. Ez a jelzés csupán a megfogalmazás eredetét és a szerzői jogokat jelzi, nem szolgál a cikkben szereplő információk forrásmegjelöléseként.